# NGC 2876
NGC 2876 (другие обозначения — MCG -1-24-16, PGC 26710) — линзообразная галактика (S0) в созвездии Гидры. Открыта Эдуардом Стефаном в 1880 году.
По всей видимости, галактика имеет два ядра и является результатом недавнего слияния двух галактик, на что указывает наличие «хвостов» из вещества, один из которых простирается до расстояния в 5 минут дуги от центра галактики. Также, вероятно, компаньоном этой галактики является PGC 26718.
Этот объект входит в число перечисленных в оригинальной редакции «Нового общего каталога».